# 1318
| [ Edytuj tabelę ]                          |                                                                           |
| Książę Małopolski                          | - 1306 Władysław I Łokietek 1320                                          |
| Książę Wielkopolski                        | - 1312 Władysław I Łokietek 1320                                          |
| Król Albanii                               | - 1301 Filip I 1332                                                       |
| Współksiążęta Andory                       | - 1309 Ramon Trebailla 1326 - 1315 Gaston II 1343                         |
| Król Angkoru                               | - 1307 Idradżajawarman 1327                                               |
| Król Anglii                                | - 1307 Edward II 1327                                                     |
| Król Aragonii i Walencji, hrabia Barcelony | - 1291 Jakub II Sprawiedliwy 1327                                         |
| Margrabia Brandenburgii                    | - 1293 Henryk I 1318 - 1304 Waldemar 1319                                 |
| Książę Burgundii                           | - 1315 Eudes IV 1349                                                      |
| Książę Dolnej Bawarii                      | - 1309 Otto IV 1334 - 1309 Henryk XIV Bawarski 1339 - 1312 Henryk XV 1333 |
| Książę Górnej Bawarii                      | - 1294 Ludwik III 1340                                                    |
| Cesarz Bizancjum                           | - 1282 Andronik II Paleolog 1328                                          |
| Car Bułgarii                               | - 1300 Teodor Swetosław 1322                                              |
| Cesarz Chin                                | - 1311 Renzong 1320                                                       |
| Król Cypru                                 | - 1310 Henryk II 1324                                                     |
| Król Czech                                 | - 1310 Jan Luksemburski 1346                                              |
| Król Danii                                 | - 1286 Eryk Menved 1319                                                   |
| Władca Egiptu                              | - 1310 An-Nasir Muhammad 1341                                             |
| Cesarz Etiopii                             | - 1314 Amde Tsyjon I 1344                                                 |
| Król Francji                               | - 1316 Filip V Wysoki 1322                                                |
| Król Gruzji                                | - 1314 Jerzy V Wspaniały 1346                                             |
| Hrabia Holandii                            | - 1304 Wilhelm III 1337                                                   |
| Cesarz Japonii                             | - 1308 Hanazono 1318 - 1318 Go-Daigo 1339                                 |
| Kalif                                      | - 1302 Al-Mustakfi I 1340                                                 |
| Król Kastylii i Leónu                      | - 1312 Alfons XI 1350                                                     |
| Patriarcha Konstantynopola                 | - 1315 Jan XIII Glykys 1320                                               |
| Władca Korei                               | - 1313 Ch’ungsuk 1330                                                     |
| Wielki książę litewski                     | - 1316 Giedymin 1341                                                      |
| Cesarz Majapahitu                          | - 1309 Dżajanegara 1328                                                   |
| Sułtan Maroka                              | - 1310 Abu Said Usman II 1331                                             |
| Książę Mediolanu                           | - 1311 Matteo I Wielki 1322                                               |
| Książę Moskwy                              | - 1303 Jerzy Daniłowicz 1325                                              |
| Król Nawarry                               | - 1316 Filip II 1322                                                      |
| Król Norwegii                              | - 1299 Haakon V Długonogi 1319                                            |
| Hrabia Palatynatu                          | - 1317 Adolf Wittelsbach 1327                                             |
| Papież                                     | - 1316 Jan XXII 1334                                                      |
| Król Portugalii                            | - 1279 Dionizy I 1325                                                     |
| Książę Rusi halickiej                      | - 1308 Andrzej II 1323 - 1308 Lew II 1323                                 |
| Cesarz Rzymski (niemiecki)                 | - 1314 Ludwik IV Bawarski 1347                                            |
| Książę Saksonii                            | - 1298 Rudolf I 1356                                                      |
| Król Serbii                                | - 1282 Stefan Urosz II 1321                                               |
| Król Szkocji                               | - 1306 Robert I 1329                                                      |
| Król Szwecji                               | - 1290 Birger I Magnusson 1318                                            |
| Sułtan Turków                              | - 1299 Osman I 1324                                                       |
| Doża Wenecji                               | - 1312 Giovanni Soranzo 1328                                              |
| Król Węgier                                | - 1308 Karol Robert 1342                                                  |
| Wielki mistrz zakonu krzyżackiego          | - 1311 Karl Bessart von Trier 1324                                        |

Rok 1318 / MCCCXVIII
stulecia: XIII wiek ~
XIV wiek ~
XV wiek

lata: 1308 «
1313 «
1314 «
1315 «
1316 «
1317 «
1318
» 1319
» 1320
» 1321
» 1322
» 1323
» 1328

## Wydarzenia w Polsce
- 20-23 czerwca – odbył się wiec w Sulejowie. Przyjęto wszystkie warunki papieskie i uchwalono wznowienie Królestwa Polskiego. Wystosowano prośbę do papieża Jana XXII aby wyraził zgodę na koronację Władysława Łokietka. W poselstwie do Awinionu wysłano biskupa kujawskiego Gerwarda.

- Wprowadzono Świętą Inkwizycje.

## Wydarzenia na świecie
- 1 kwietnia – wojska szkockie pod wodzą króla Roberta I Bruce'a odbiły z rąk angielskich miasto Berwick.
- Gubin wytrzymał oblężenie wojsk króla Jana Luksemburskiego

## Urodzili się
- Giovanni da Dondi – włoski lekarz i astronom (zm. 1389)
- Anna Habsburżanka – księżniczka z dynastii Habsburgów (zm. 1343)

## Zmarli
- 3 kwietnia – Jadwiga wrocławska, księżniczka śląska z dynastii Piastów, ksieni klarysek we Wrocławiu (ur. między 1238 a 1241)
- 9 czerwca – Jadwiga głogowska, księżniczka głogowska z dynastii Piastów, ksieni klarysek we Wrocławiu (ur. ?)
- 17 lipca – Rashid ad-Din, perski historyk (ur. 1247)
- 25 lipca – Mikołaj I Opawski, książę opawski (ur. 1255)
- 22 września – Albrecht II Tłusty, książę Brunszwiku (ur. 1268)
- 22 listopada – Michał Twerski, książę twerski (ur. 1271)
- data dzienna nieznana:
  - Duccio di Buoninsegna, włoski malarz (ur. ok. 1260)
  - Henryk I, margrabia Brandenburski na Stendal (ur. ok. 1263)
  - Madhwa, średniowieczny wisznuicki święty (ur. 1238)
  - Matylda brunszwicka, księżna głogowska (ur. ok. 1276)